# Flavien Michel Melki
Flavien Michel Melki, né Ya'qūb Melkī (1858, Kalaat Mara, Turquie † 29 août 1915 à Cizre, Turquie), est un prélat Assyrien de l'Église catholique syriaque, membre de la fraternité de saint Éphrem. Consacré éparque de Gazireh en 1912, il est assassiné pendant le génocide assyrien par les autorités ottomanes en 1915. Reconnu martyr le 8 août 2015 par le pape François, il est béatifié le 29 août suivant, au centenaire de son martyr, devenu jour de sa fête.

## Biographie

### Formation et prêtrise
Ya'Qūb Melkī naît en 1858 à Kalaat Mara, un village à l'est de Mardin, dans le pachalik de Diyarbakır au sein de l'Empire ottoman, en Turquie actuelle. Il appartient alors à une famille orthodoxe syriaque originaire de Harpout. En 1868, il rejoint le monastère de Saffron afin d'y étudier la théologie ainsi que le syriaque, l'arabe et le turc. Il est consacré diacre en 1878 et devient secrétaire de la bibliothèque ainsi qu'enseignant à l'école du monastère. 
Mais il se rapproche du catholicisme et rejoint l'école du monastère catholique syriaque de Charafe durant quatre ans. Il est alors ordonné prêtre à Alep en mai 1883, puis est affecté à divers villages de Tur Abdin. Son église et sa maison sont saccagées et incendiées lors des massacres de 1895 qui conduisent également à l'assassinat de sa mère et de nombreux membres de sa paroisse. Les années suivantes, il continue de servir comme prêtre dans plusieurs villages de Tur Abdin, dont il participe à la reconstruction. En raison de ses œuvres, il est ordonné chorévêque et vice-évêque de Mardin et Gazarta en 1897.

### Épiscopat et martyre
En 1899, le pape Léon XIII le nomme éparque de Gazireh, puis confirme sa nomination le 14 septembre 1912. Il est alors consacré le 19 janvier suivant par le patriarche Ignace Éphrème II Rahmani. 
À l'été 1915, au plus fort du génocide assyrien, Mgr Melki, qui est alors à İdil, retourne à Gazarta afin de prévenir la population d'un massacre imminent contre les chrétiens ayant refusé de fuir malgré les menaces des dirigeants musulmans locaux. Témoin de la misère des populations persécutées, il vend tout ce qu'il possède, y compris ses vêtements liturgiques, afin d'aider les plus pauvres. Il s'efforce également d’encourager les chrétiens à défendre leur foi malgré les persécutions. C'est ainsi qu'il est arrêté par les autorités ottomanes le 28 août 1915, aux côtés de son homologue chaldéen, Mgr Philippe-Jacques Abraham. Les autorités leur donnent ainsi le choix entre la mort ou la conversion à l'islam. Les deux évêques choisissent le martyre. Mgr Abraham est alors tué d'un coup de fusil tandis que Mgr Melki est battu jusqu'à ce qu'il perde connaissance, puis il est décapité.

## Vénération

### Béatification

#### Reconnaissance du martyre
En 2010, Mgr Ignace Joseph III Younan, patriarche syriaque catholique, lance un appel pour la béatification de Mgr Melki. Il est alors rapidement déclaré serviteur de Dieu par le pape Benoît XVI. 
Le 8 août 2015, le pape François approuve un décret de la Congrégation pour la cause des saints reconnaissant le martyre de Mgr Melki. Sa béatification est approuvée après que le pape a déterminé que Melki fut tué en « haine de la foi ». Cette annonce survient alors quelques jours après les nouvelles dénonciations du pape concernant les « persécutions atroces, inhumaines et inexplicables » de l'État islamique ainsi que « le silence de tous ».
Il est béatifié le 29 août 2015 dans le cadre d’une Divine Liturgie célébrée par le patriarche Ignace Youssef III Younan, au couvent patriarcal Notre-Dame-de-La-Libération d'Harissa, au Liban. Le décret de béatification est quant à lui lu par le cardinal Angelo Amato.

## Source
- (en) Cet article est partiellement ou en totalité issu de l’article de Wikipédia en anglais intitulé « Flavianus Michael Malke » (voir la liste des auteurs).

## Annexe